# Mitologia cinese

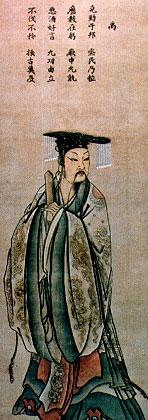
Yu il Grande

La mitologia cinese è la mitologia della civiltà cinese. Molte leggende legate ad essa risalgono all'era mitica dei tre augusti e cinque imperatori  (三皇五帝S, Sān Huáng Wǔ DìP). 

## Presentazione
La mitologia cinese è conosciuta grazie a testi risalenti alla dinastia Han. Risalenti a più di duemila anni fa, possono essere considerati in un certo senso recenti. Furono redatti da letterati che rivisitarono la mitologia antica, tenendo conto delle loro concezioni filosofiche. In certi casi hanno associato le più importanti divinità a sovrani cinesi. Hanno anche associato molti dèi alle cinque direzioni (i quattro punti cardinali e il centro), secondo una cosmologia elaborata nella bassa antichità. 
Possiamo avere un'idea di cosa fosse la mitologia cinese originaria, comparandola con quella di altri popoli dell'Estremo Oriente. Estendendo il paragone a tutta l'Eurasia, ci si può rendere conto che gran parte della mitologia cinese è di origine indo-europea.   Possiede infatti dei punti in comune con la mitologia germanica, la mitologia greca e quella dei popoli slavi e scandinavi. Questo è dovuto alla remotissima invasione della Cina da parte di un popolo indo-europeo, i Tokhariani , più di tremila anni fa. I cinesi dell'antichità li chiamavano i QuanRong, il termine Rong era applicato a tutti i barbari occidentali.

## Miti propriamente cinesi
Nell'Estremo Oriente e in Oceania, esisteva un dualismo cosmologico  che metteva in opposizione due principi, da una parte la luce, il Sole e il fuoco, dall'altra il buio, la Luna e l'acqua. Il primo principio era generalmente rappresentato da un uccello. In Cina era un corvo. L'Uccello è un concetto emerso sotto la dinastia Shang, la prima attestata dall'archeologia. Il secondo principio era raffigurato da un serpente o un animale acquatico. La madre di Shun, uno dei sovrani mitici della Cina, era del clan del Serpente, il padre del clan dell'Uccello. Shun era dunque nato dall'unione dei due principi. Questo mito illustra il Totemismo dell'antica società cinese, secondo cui ogni clan aveva un animale ancestrale.
Xie era l'ancestrale degli Shang e sua madre si chiamava Jiandi. Un giorno, mentre ella si lavava in un lago sulla Collina Oscura, un uccello nero passò con un uovo multicolore nel becco. Lo lasciò cadere, Jiandi lo prese e se lo mise in bocca, facendo nascere Xie. Si tratta di un'unione particolare di principi cosmici, in cui da una parte c'è l'acqua del lago, dall'altra l'Uccello.
Il Sole risiede su un albero, chiamato Fusang o Kongsang. Si alza regolarmente da quest'albero, di mattina, per posarsi su un altro albero, a Ovest. In origine c'erano dieci soli. Un giorno sollevandosi tutti insieme, portarono agli uomini un calore intollerabile.  Yao, ne abbatté nove con le sue frecce. Nella maggior parte dei testi è invece Yi l'arciere che abbatte i soli, su richiesta di Yao. Questo mito è la prova della correlazione tra la mitologia cinese e quelle indo-europee, il mito è infatti presente anche nella mitologia siberiana e in quella amerinda.

## Miti di origine indo-europea

### La creazione del mondo
La creazione del mondo fu dovuta alla fine del gigante, Pangu. Il suo soffio divenne vento e nuvole, il suo occhio destro il Sole, il suo occhio sinistro la Luna, i suoi quattro arti i quattro angoli del mondo, il suo sangue e il suo sudore il Fiume Giallo e il Fiume Azzurro, ecc. Pangu è di tutta evidenza correlato al gigante Ymir della mitologia norrena o da Purusha della mitologia indiana. Il mito è giunto in Cina tardivamente dal Tibet, già in contatto con la civiltà tokhariana. 

### I Tre Augusti

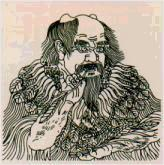
Illustrazione raffigurante Shennong.

All'inizio della loro storia, i Cinesi, posizionano i tre augusti (三皇S, Sān HuángP): Fuxi, Nüwa e Shennong. Fuxi è oggi chiamato Taihao. Le leggende vogliono che abbia insegnato la pesca e l'allevamento agli uomini  . Aveva un ruolo di mediatore tra gli uomini e gli esseri divini. Sua sorella e sposa era Nüwa, una dea della fecondità: presiedeva ai matrimoni, come Fuxi, e alla nascita dei bambini  . Shennong era invece un dio dell'agricoltura che aveva importanza anche nel commercio. Gli si attribuisce anche la scoperta delle piante medicinali. 
Le più belle raffigurazioni di Fuxi e Nüwa sono collocate nelle tombe della regione Tourfan, nell'Est della Cina. Sono datate dal IV all'VIII secolo d.C., epoca in cui la regione era tokhariana. Le due divinità hanno code di serpente. Fuxi tiene una squadra, simbolo del cielo maschile. Nüwa un compasso, simbolo della Terra, femminile. Inoltre, Fuxi e Nüwa sono accompagnati da due soli. In alcune tombe degli Ittiti datate intorno ai 4000 anni fa, si trovano raffigurazioni simili di due gemelli, maschio e femmina, accompagnati da due soli. Questi gemelli sono quelli che nei testi ittiti si identificano come dio del Sole e del Cielo e dea del Sole e della Terra. 
Un paragone tra le dee Nüwa e Atena dimostra che sono praticamente identiche. Entrambe dee della musica e della fecondità (Atena lo era in tempi arcaici). La prima era inoltre qualificata come Imperatrice Divina e sposa di Yu il Grande, fondatore della dinastia Xia. Atena, le leggende vogliono fosse associata a qualche sovrano. Nüwa era inoltre considerata Grande Saggia, come Atena era la dea della saggezza.
Secondo un famoso mito cinese, una figlia di Shennong di nome Nüwa (dove la sillaba wa è rappresentata da un ideogramma diverso) annegò nel mare Orientale mentre passeggiava sulla riva. Si trasformò in un uccello, il jingwei, che somigliava a un corvo. Secondo il Shuyi ji, opera della dinastia Tang, si sarebbe piuttosto annegata in un fiume. In effetti si conosce una certa Fufei, il cui nome significa "Sposa di Fuxi" e che è quindi identificabile con Nüwa, che si è annegata in un fiume . Si può quindi affermare che queste due Nüwa sono identiche. Secondo una leggenda greca raccontata da Ovidio, una figlia del re passeggiava su una riva quando il dio del Mare cercò di violentarla. Lei si trasformò in una cornacchia, uccello simile al corvo. Questa figlia del re era associata a Atena, la quale è stata vittima di un tentativo di stupro commesso da Héphaïstos, un dio marino. Si può notare così la parentela dei miti cinesi e greci.
Si potrebbe obiettare che Atena non è affatto la sorella-sposa di un dio simile a Fuxi, il quale non ha alcun equivalente nella mitologia greca. Ciò si spiega con il fatto che aveva carattere sacerdotale (i testi cinesi gli attribuiscono l'invenzione del metodo di divinazione esposto nel I Ching) e che presso i Greci non esisteva alcuna classe di preti.

### Huangdi
I letterati della Cina antica ricordavano Huangdi, l'Imperatore Giallo, come l'antenato mitico dei Rong-Chien. I Cinesi l'hanno adottato e hanno fatto di lui il successore dei Tre Augusti, considerandolo il fondatore della loro civiltà. Aveva una residenza in cima al Monte Kunlun, una montagna da cui nascevano quattro fiumi, ma si comportava come un nomade. Si spostava con un carro e il suo vero nome, Xuanyuan, significava «Asse del Carro». Gli si attribuiscono talvolta quattro teste. Di grande intelligenza, sapeva parlare pochi giorni dopo la nascita, ed era magico e divino. Uno dei suoi ministri avrebbe inventato la scrittura. Era un guerriero, che apprese «l'uso dello scudo e della lancia», secondo lo storico Sima Qian. Sapeva anche domare le bestie selvagge. I Cinesi gli hanno associato due fratelli, Shentu e Yulei, che uccidevano i demoni. 
Huangdi condusse una lotta molto dura contro Chiyou, presentato come un figlio, un nipote o un ministro di Shennong. Era un forgiatore e un esperto nella fabbricazione delle armi, che d'altronde avrebbe inventato lui stesso. È stato venerato come dio della Guerra. Huangdi utilizzò contro Chiyou un esercito di animali selvaggi. L'episodio più famoso della battaglia è quello durante il quale Chiyou creò una nebbia fitta. Il Principe del Vento, spesso associato a Huangdi, fabbricò una statua montata su un carro che indicava sempre il sud con il suo braccio destro; ciò permise alle truppe di Huangdi di orientarsi in quella nebbia. In seguito, Chiyou provocò un uragano, con dei venti violenti e piogge torrenziali. Huangdi fece venire sua figlia Ba, che portava siccità. L'uragano fu sconfitto, ma Ba non poté più ritornare in cielo: suo padre la esiliò nei territori del nord, che lei trasformò in deserto. I testi cinesi situano frequentemente questa battaglia in un luogo chiamato Panquan, la "Sorgente del Talus". 
Secondo il Guizang, un'opera antica conosciuta soltanto attraverso delle citazioni, Chiyou si attaccò al Kongsang per impedire al sole di sorgere, lasciando la terra in un'oscurità eterna. Il mito del combattimento tra Huangdi e Chiyou trova anche un equivalente presso gli slavi dei Balcani. Questi ultimi raccontavano che il dio del tuono Perun doveva affrontare ogni mattino una creatura a forma di drago o serpente, che voleva catturare il sole per far cadere il mondo nelle tenebre. Questa creatura creava delle nebbie fitte e delle tempeste distruttive. Si tratta sicuramente del mito più importante per i Tokhariani, che erano legati alla loro venerazione per il sol levante. La menzione del Kongsang si spiega con la trasposizione cinese di questo mito, poiché per gli Indo - europei il sole sorgeva dal mare che circondava la terra e non da un albero.
Siccome il combattimento tra Huangdi e Chiyou è spesso situato vicino ad una sorgente, può essere paragonato all'uccisione del serpente Pitone, che custodiva una fonte vicino a Delfi, per mano di Apollo. Un'analisi più approfondita di Huangdi e Apollo rivela che queste due divinità erano simili . Si può paragonare Huangdi al dio Lúg dei celti o al dio Wotan dei germani. Nella mitologia indiana, Indra è il vincitore di un serpente che cercava di trattenere il sole o le acque.

### Xiwangmu
Un'altra divinità, Xiwangmu,  la Regina-Madre d'Occidente, è sempre stata associata ai territori occidentali, dove vivevano i Tokhariani. Era una dea della fecondità, con un'intensa attività sessuale. Era la guardiana dei frutti dell'immortalità. Regnava anche sui destini umani e sull'occidente, che era considerata la terra dei morti, e poteva scatenare epidemie. La si può paragonare alla dea tedesca Frija o alla scandinava Freyja. Tutte erano probabilmente personificazioni della Terra. Sembra anche che sia stata una forma di Nüwa, altra dea della fecondità, che corrispondeva alla dea "Sole della Terra" degli Ittiti. Entrambe avevano dei legami con i serpenti; Xiwangmu, come Nüwa, aveva una relazione con gli strumenti musicali a fiato.

### Yi l'arciere
La somiglianza di Yi l'arciere  e dell'eroe greco Eracle è stata osservata da molto tempo. Sono entrambi eroi solitari e cacciatori di mostri. Come Eracle, Yi ha affrontato un certo numero di «fatiche». Come Yi, Eracle era un arciere. Non volendo scendere sotto terra dopo la sua morte, Yi si recò presso la Regina-Madre d'Occidente e ottenne da lei delle pillole d'immortalità, ma la sua sposa Chang'e gliele rubò. Similmente, Eracle arrivò a rubare le mele dell'immortalità, che erano proprietà della dea Era, ma le restituì per ordine di Atena. Questi due eroi, che avrebbero potuto evitare la morte, ebbero una fine tragica. Secondo alcuni testi cinesi, Yi fu assassinato dalla sua sposa Fufei (citata sopra, che sarebbe quindi equivalente a Chang'e) e da Han Zhuo, l'amante di lei. Allo stesso modo, Eracle fu ucciso dalla sua sposa Deianira e dal Centauro Nesso, che aveva cercato di violentarla.
L'immortalità è stato un concetto essenziale della religione dei Greci e dei Tocari. Da Omero, i termini «immortale» e «dio» sono sinonimi. Ugualmente, il termine tokhariano per gli dei, ñäkte, significava probabilmente «immortale».
È importante anche notare che le «fatiche» di Yi sono conseguenti alla lotta di Huangdi contro Chiyou. Così, Yi ha ucciso il Grande Serpente divoratore di stelle, mentre Huangdi ha vinto Chiyou, che cercava di impedire al sole di salire in cielo. È così dunque che Yi è diventato re durante una spedizione nel bacino del Tarim e che Huangdi era la versione divina del re. Questo stesso parallelismo esiste nella mitologia greca: così come il dio Apollo ha ucciso il serpente Pitone vicino ad una sorgente, il re Cadmo ha ucciso un serpente che custodiva una sorgente nel sito di Tebe. Apollo era spesso chiamato "sovrano", il che non accadeva per suo padre Zeus.

## Dèi importanti
- Nüwa (女媧): Nüwa sigilla il cielo squarciato usando delle pietre di sette colori diversi—ne risulta quindi l'arcobaleno. Si dice anche che abbia creato l'umanità; questa storia è stata raccontata in molti cartoni animati cinesi. Dea della fecondità, dell'arcobaleno e della creazione. Istitutrice del rito del matrimonio.
- Fuxi (伏羲): Fuxi, HuHsi era il fratello-marito di Nuwa. A lui vengono attribuite l'invenzione del sistema divinatorio Yi Jing, della metallurgia, della scrittura e del calendario, oltre a essere stato anche l'iniziatore di varie attività umane, tra cui l'allevamento degli animali, la pesca, la caccia e la musica. Viene ricordato anche per il suo celebre diagramma, detto diagramma di Fu Xi.
- Shennong (神農): inventore dell'agricoltura e dio della tecnologia agricola e della farmacologia, dio-antenato dei Cinesi Han del sud.
- Il Grande Yu (大禹): Il Grande Yu regola il corso dei fiumi, per controllarne le esondazioni.
- Gong Gong (共工): un malvagio dio dell'acqua che polverizzò il monte Buzhou.
- Zhu Rong (祝融): dio del fuoco e del sud, che sconfisse Gong Gong.
- Pangu (盤古): Pangu separò il cielo dalla terra—la storia tradizionale della creazione della Terra nella mitologia cinese.
- Cangjie (倉頡): Cangjie creò i caratteri cinesi tradizionali
- Chi You (蚩尤): un dio della guerra che combatté contro Huang Di. Inventore delle armi di metallo e Principe del Vento.
- Dijun, dio del paradiso d'oriente
- Huang Di (黃帝): sovrano cosmico fondatore della civiltà cinese, dio-antenato dei Cinesi Han, dio della medicina cinese nel suo aspetto psicologico-spirituale.
- Jiutian Xuannü: dea della guerra, del sesso e della longevità che aiutò Huang Di (黃帝) a sottomettere Chi You (蚩尤).
- Tre Puri (三清) la trinità taoista / le divinità maggiori: pura manifestazione del Tao e l'origine di tutti gli esseri senzienti. Ognuno di essi tiene un oggetto divino associato al loro compito: Yuánshǐ Tiānzūn viene usualmente raffigurato tenendo la Perla della Creazione, a significare il suo ruolo nella creazione dell'Universo dal nulla e dal caos. Lo scettro Ruyi di Lingbao Tianzun rappresenta l'autorità: la seconda fase della creazione, quando Yang divenne separato da Yin, e la Legge delle Cose si impose. Così Lingbao Tianzun prese posto alla sinistra di Yuanshi Tianzun. Successivamente, quando tutto fu completo, Daode Tianzun prese il suo posto alla destra di Yuanshi Tianzun, con il ventaglio in mano, a simboleggiare la completezza della Creazione, e l'atto di sventagliare a rappresentare il diffondere del Tao a tutta l'umanità. Rappresentano lo yin, lo yang e il qi.
- Imperatore di Giada (玉皇大帝): taoista / colui che governa cielo e terra, dio cinese del paradiso e del cielo.
- Otto Immortali (八仙) taoisti / He Xiangu: fata che veglia sui focolari domestici, Cao Guojiu: patrono degli attori e di tutti coloro che esercitano la professione teatrale, Li Tieguai: simboleggia la medicina, Lan Caihe: patrono dei fiori, Lü Dongbin: patrono dei fabbricanti di inchiostro, dei malati e dei barbieri, Han Xiangzi: patrono dei musicisti, Zhang Guo Lao: simboleggia la vecchiaia, Zhongli Quan: il capo del gruppo
- Quattro Re celesti (四大天王): divinità dei punti cardinali
- A Xiang (阿香 a4xiang1): conduce il carro di Lei Gong.
- Bi Fang (必方 bi4fang1): dio mitico del fuoco (scritto anche 畢方).
- Cai Shen: dio della ricchezza e della prosperità; cavalca una tigre.
- Chang'e (嫦娥): moglie di Yi e divinità lunare.
- Che Kung: dio della protezione.
- Daoji: dio che possedeva poteri soprannaturali, che usava per aiutare i poveri e resistere alle ingiustizie.
- Di Tsang Wang (地藏王菩薩): salva i morti.
- Erlang Shen: dio cinese con un terzo occhio che vede la verità al centro della fronte.
- Fei Lian o Feng Bo: dio del vento e nemico di Shen Yi.
- Guan Yin (觀音) (觀世音菩薩, anche Kuan Yin): dea della compassione e del perdono
- Guan Yu: Signore della fedeltà, giustizia e valore militare, dio della guerra e delle arti marziali mistiche.
- Guan Gong (關聖帝君): dio delle fratellanza
- Hai Re (海若 hai3re4): dio del mare
- Hau Wong: era un generale leale e coraggioso che nonostante la sua salute cagionevole, rimase nell'esercito per proteggere l'ultimo imperatore della Dinastia Song Meridionale quando si rifugiò a sud a Kowloon.
- Hung Shing: dio del Mare del Sud.
- Jingzha
- Kam Fa
- Kua Fu: il gigante alleato di Chi You, colui che caccia il sole (夸父追日)
- Kuixing: dio degli esami
- Hotei: divinità buddhista popolare, dio della felicità e della ricchezza
- Lei Gong (雷公 lei2gong0): dio del tuono
- Lung Mo: dea che allevò 5 draghi.
- Man Cheong: dio della letteratura
- Mo: dio della guerra
- Matsu (Tin Hau): dea del cielo e del mare
- Meng Po: dea dell'oblio
- Nezha: dio tutelare di molti conducenti professionisti, come camion, taxi o autisti di autobus turistici.
- Nu Ba: antica dea della siccità.
- Qi Xi
- Qi Yu
- Sam Po: sorella di Matsu
- Shang Di: dio del cielo e dell'ordine
- Shen Yi o Houyi (后羿): il salvatore della Cina e grande arciere, dio dell'arco e protettore degli arcieri e degli architetti, Marchese Pacificatore del Paese
- Shing Wong
- Tam Kung: dio del mare
- Tu Di Gong (土地公): dio del terreno, dell'agricoltura, del benessere e gli affari del villaggio.
- Wong Tai Sin (黃大仙): l'Immortale del Pino Rosso
- Xihe: dea madre del Sole
- Xi Wangmu (西王母): Regina Madre dell'Ovest, dea della fecondità, con un'intensa attività sessuale. Era la guardiana dei frutti dell'immortalità. Regnava anche sui destini umani e sull'occidente, che era considerata la terra dei morti, e poteva scatenare epidemie.
- Yan Luo (閻羅 yan2luo2): governa l'inferno (abbreviazione di 閻魔羅社 in sanscrito Yama Raja).
- Yuk Wong
- Zao Jun (灶君): dio popolare della cucina.
- Zhong Kui (鍾馗 zhong1kui2) o Jung Kwae: personaggio mitologico famoso per aver soggiogato dei demoni.
- Bei Di: dio cinese delle acque.
- Xuanwu: dio cinese del nord. È il dio protettore di Hebei, Henan, della Manciuria e della Mongolia.
- Wan Gong e Wan Ma: sono divinità minori che presiedono questioni terrene quali la nascita dei bambini, i farmaci, le questioni familiari e la consultazione del fengshui.
- Wang Yuanpu (Dong Wanggong, re orientale) - Re del Palazzo dei mari orientali.
- Mazu - la dea dell'acqua e protettrice della gente di mare.
- Guo Pu - immortale del Regno dell'Acqua.
- Hebo - dio del fiume Giallo
- Ehuang e Nuying - Dee del fiume Xiang
- Le "Celesti cancelliere del parto": Lady Yunxiao, Lady Yuxuao, Lady Bixiao, Madam Zhaojing, La signorina Chenjing, Nona Lady Lin, Terza Lady Li.
- Confucio: dio della cultura
- Chenguangye: significa "signore della muraglia e dei fossati", è una divinità cinese, che governa da sindaco o da prefetto al buon ordine terrestre e infernale della sua circoscrizione, di cui l'estensione può variare da un quartiere a una contea.
- Ba Yikao, Imperatore della Stella polare e Signore delle conquiste militari
- Jinzha e Muzha, gran marescialli del Centro.
- Di Qing, Signore della fortuna militare e del valore in combattimento.
- Wang Shan, primordiale generale cinese.
- Dianmu: dea del fulmine.
- Yu Shi: spirito o dio della pioggia, noto anche come pino rosso.
- Feng Po Po: dea del vento che governa le tempeste e l'umidità.
- Dou-mu: dea del Fato che sovrintende ai registri in cui è annotata la vita e la morte di ciascuna persona. È venerata da coloro che desiderano lunga vita e pietà personale

## Creature mitiche
- Ba She (巴蛇 ba1she2): un serpente d'acqua che poteva inghiottire un elefante
- Volatili:
  - Fenghuang: la fenice cinese
  - Ji Guang (吉光 ji2guang1)
  - Jian (鶼 jian1): un uccello mitologico che aveva un solo occhio e una sola ala: 鶼鶼 una coppia di questi uccelli, che dipendono l'uno dall'altro, inseparabili, rappresentano moglie e marito.
  - Jingwei (精衛): un uccello mitologico che cerca di riempire l'oceano con ramoscelli e sassolini.
  - Shang-Yang: un uccello della pioggia
  - 10 soli: dieci corvi luminosi e caldi a 3 zampe, figli di Dijun, dio del paradiso d'oriente e Xihe, dea madre del Sole. Vivevano appollaiati su di un gelso nel mare dell'est; ogni giorno, uno dei dieci uccelli veniva scelto per viaggiare intorno al mondo su di un carro guidato dalla dea Xihe, considerata la "madre del sole".  La leggenda vuole che, intorno al 2170 a.C., tutti i dieci uccelli del sole partirono per il viaggio intorno al mondo nello stesso giorno, rischiando così di incendiare la Terra; l'arciere Houyi salvò tutti abbattendo nove corvi e lasciandone in vita uno solo.
  - Uccello a nove teste: era solito spaventare i bambini.
  - Uccello del vento: uccello che poteva provocare delle tempeste semplicemente sbattendo le sue ali
  - Su Shuang (鷫鵊 su4shuang3): uccello mitologico, anche variamente descritto come uccello acquatico, come la gru.
  - Peng: (鵬, uccello mitologico di dimensioni gigantesche e terrificante potenza di volo) anche noto come Roc Cinese.
  - Qing Niao (青鳥 qing1niao3): uccello mitologico, il messaggero di Xi Wangmu.
  - Zhu: un uccello presagio di sfortuna
- Draghi
  - Yinglong: un servo potente di Huang Di e dio della pioggia.
  - Fucanglong: il drago dei tesori
  - Shenlong: il drago della pioggia
  - Dilong: il drago della terra
  - Tianlong: il drago celeste
  - Li (drago senza corna): drago minore dei mari, è senza corna
  - Jiao: un altro drago senza corna, vive nelle paludi.
  - Ao Guang - Re Drago del Mare Orientale
  - Ao Qin - Re Drago del Mare Meridionale
  - Ao Run - Re Drago del Mare Occidentale
  - Ao Shun - Re Drago del Mare del Nord
  - Drago Giallo: secondo le leggende questa creatura emerse dal fiume Luo come un drago privo di corna e si presentò al leggendario imperatore Fu Xi con le basi della scrittura. Quando apparve dinanzi a Fu Xi, riempì un buco nel cielo fatto dal mostro Gong Gong. Il suo risveglio, il suo sonno e il suo respiro determinavano il giorno e la notte, le stagioni e il tempo. Simbolo del potere imperiale.
- Altre creature
  - Qilin (in Giapponese, Kirin): animale chimerico con molte varianti.
  - Long Ma (龍馬): simile a Qilin, il drago-cavallo.
  - Kui (夔 kui2): mostro mitologico con una sola gamba.
  - Kun (鯤 kun1): mitico e mostruoso pesce gigante.
  - Il Cadavere saltellante (detto anche Jiang shi)
  - Dente a scalpello, uno spaventoso gigante con un unico enorme incisivo che spuntava dalla sua bocca e con cui strappava la carne delle sue povere vittime
  - Luduan: poteva indovinare la verità.
  - Yaoguai: demoni.
  - Huli jing: spiriti volpi.
  - Nian, la bestia
  - Testa di bue & Faccia di cavallo 牛頭馬面: messaggeri dall'aldilà.
  - Pixiu (貔貅)
  - Rui Shi (瑞獅)
  - Sun Wukong (孫悟空): il re scimmia della storia Viaggio in Occidente.
  - Tao Tie (饕餮 tao1tie4): una mitica figura simile a una gargolla, spesso trovato su antichi vasi di bronzo, rappresenta l'avidità. Si dice che sia il quinto figlio del dragone e abbia un tale appetito da mangiarsi persino la sua testa.
  - Xiangliu (相柳 Xiāngliǔ): mostruoso serpente con nove teste.
  - Xiao (魈 xiao1): un mitico spirito o demone della montagna.
  - Il Maiale trascendente
  - Hsing t'ien (刑天 "il punito" o "colui che fu punito dal cielo"): è un gigante senza testa. Fu decapitato dall'Imperatore Giallo come punizione per averlo sfidato. Poiché non ha testa, il suo volto è nel suo torso. Vaga per i campi ed è spesso ritratto con uno scudo e un'ascia, mentre esegue una danza della guerra.
  - Baku: una creatura dal corpo di orso, zampe di tigre, coda di bue e occhi di rinoceronte; un'antica descrizione cinese gli attribuisce invece l'aspetto di una capra con nove code, quattro orecchie e occhi sul dorso.
  - Coniglio lunare: Si tratta per l'appunto di un coniglio che vivrebbe sulla Luna. È un compagno della divinità lunare Chang'e, per la quale è incaricato di produrre l'elisir di lunga vita pestandone i componenti nel suo mortaio.
  - Penghou: spirito degli alberi
  - Nian: un mostro che vive negli abissi marini oppure sulle montagne. Esso compare una volta ogni primavera, oppure intorno alle giornate del Capodanno cinese, per attaccare la gente, tra cui predilige i bambini.
  - Volpe a nove code: una volpe a nove code con la voce di un umano infante. Può essere mangiata dagli uomini, e chi la mangia è protetto dal male. Era vista come un segno di fortuna e pace. Essa era la protettrice del sangue reale. Tuttavia, poteva anche indicare un presagio di rivoluzione quando l'Imperatore non stava bene.
  - Zhenniao: è il nome degli uccelli velenosi che si dice abitassero quella che oggi è la Cina meridionale in tempi passati.
  - Zouwu: è un animale "giusto", che appare solo durante il dominio di un monarca benevolo e sincero. Si dice che sia feroce come una tigre, ma gentile e rigorosamente vegetariano, è una tigre bianca con macchie nere.
  - Drago Azzurro (costellazione cinese): rappresenta l'est e la stagione primaverile.
  - Tartaruga Nera (costellazione cinese): rappresenta il nord e la stagione invernale.
  - Tigre Bianca (costellazione cinese): rappresenta l'occidente e la stagione autunnale.
  - Uccello Vermiglio (costellazione cinese): rappresenta l'elemento del fuoco, la direzione del sud e corrispondentemente la stagione estiva.
  - Tigre di Feng Po Po: tigre cavalcata tra le nuvole dalla dea Feng Po Po, rappresenta il coraggio e la stagione autunnale.

## Luoghi mitici
- Xuan Pu (玄圃 xUan2pu3): mitica terra fatata sul Monte Kunlun (崑崙).
- Yao Chi (瑤池 yao2chi2): residenza degli immortali, dove vive Xi Wang Mu.
- Fu Sang (扶桑 fu2sang1): isola mitologica, spesso identificata con il Giappone.
- Que Qiao (鵲橋 qUe4qiao2): il ponte formato dagli uccelli attraverso la Via Lattea.
- Monte Penglai (蓬萊 peng2lai2): il paradiso, una favolosa isola incantata nel Mar Cinese.
- Long Men (龍門 long2men2): il cancello dei draghi, dove una carpa può tranformarsi in un drago.
- Feng Du: l'inferno cinese

## Risorse letterarie sulla mitologia cinese
- Zhiguai, genere letterario che tratta eventi e storie strane (principalmente soprannaturali)
- Viaggio in Occidente, di Wu Cheng'en, con un bestiario di animali malevoli yougui
- Strane storie sullo studio della noncuranza, di Pu Songling, con molte storie di "demoni volpe"
- Creazione degli Dei o Fengshen Yanyi (封神演義)
- Heian Zhuan o Epica delle Tenebre: l'unica raccolta di leggende in forma di epica conservata da una popolazione classificata come parte dell'Etnia Han della Cina, nominalmente, abitanti dell'area montana Shennongjia a Hubei, che contiene racconti dalla nascita di Pangu fino a tempi storici.
- Documenti storici imperiali e canoni confuciani come Shiji, Lüshi Chunqiu, Liji, Shangshu
- Poesia in versi di antichi stati come Lisao di Qu Yuan dello stato Chu.